# IEEE 802
IEEE 802 henviser til en samling af standarder fra IEEE omhandlende lokale netværk og bynetværk.
Mere specifikt er IEEE 802-standarden begrænset til netværk, der bruger datapakker af variabel størrelse – i modsætning til cellebaserede netværk, der transmitterer data i korte, ensartede enheder kaldet celler. Isokrone netværk, hvor data transmitteres i en strøm af oktetter i bestemte tidsintervaller, er heller ikke omfattet af denne standard.
De servicer og protokoller, der er specificeret i IEEE 802, relaterer til de to nederste lag i OSI-modellen (datalinklaget og det fysiske lag). IEEE 802 opsplitter faktisk datalinklaget i to underlag, Logical Link Control (LLC) og Media Access Control (MAC), så lagene kan vises på følgende måde:
- Datalinklaget
  - LLC-underlag
  - MAC-underlag
- Det fysiske lag

IEEE 802-standarderne vedligeholdes af IEEE 802 LAN/MAN Standards Committee (LMSC). De mest udbredte standarder beskriver Ethernet, Token Ring, trådløst LAN, Bridging og Virtual Bridged LAN. En særlig arbejdsgruppe har fokus på de enkelte områder.
Arbejdsgrupper:
- IEEE 802.1 Higher layer LAN protocol
  - 802.1D – Spanning Tree Protocol
  - 802.1Q – Virtual Local Area Networks (VLAN)
  - 802.1aq – Shortest Path Bridging (SPB)
- IEEE 802.2 Logical link control
- IEEE 802.3 Ethernet
- IEEE 802.4 Token bus (opløst)
- IEEE 802.5 Token Ring
- IEEE 802.6 Metropolitan Area Network (opløst)
- IEEE 802.7 Broadband LAN using Coaxial Cable (opløst)
- IEEE 802.8 Fiber Optic TAG (opløst)
- IEEE 802.9 Integrated Services LAN (opløst)
- IEEE 802.10 Interoperable LAN Security (opløst)
- IEEE 802.11 Trådløs LAN
- IEEE 802.12 demand priority
- IEEE 802.13 (Ikke benyttet)
- IEEE 802.14 Kable modem (opløst)
- IEEE 802.15 Trådløs PAN
- IEEE 802.16 Bredbånd trådløs adgang
- IEEE 802.17 Resilient packet ring
- IEEE 802.18 Radio Regulatory TAG
- IEEE 802.19 Sameksistens TAG
- IEEE 802.20 Mobil bredbånd trådløs adgang
- IEEE 802.21 Media Independent Handoff
- IEEE 802.22 Trådløs Regional Area Network